# Eliminatórias da Copa do Mundo FIFA de 2022 – UEFA (Grupo E)

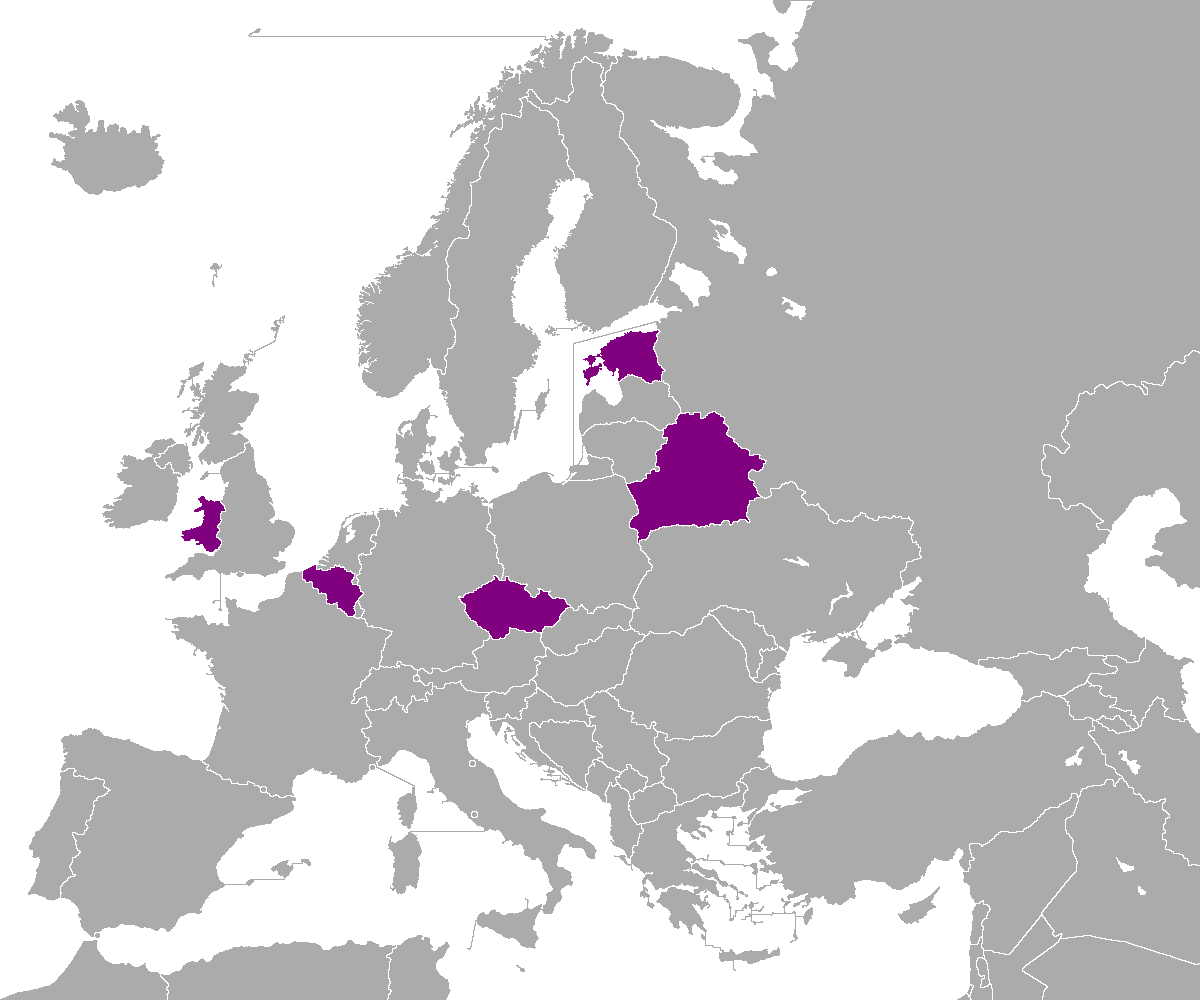
Grupo E nas eliminatórias europeias para a Copa do Mundo de 2022

O Grupo E das eliminatórias da UEFA para a Copa do Mundo FIFA de 2022 foi formado por Bélgica, País de Gales, Tchéquia, Bielorrússia e Estônia.
O vencedor do grupo se classificou automaticamente para a Copa do Mundo de 2022. Além dos demais nove vencedores de grupos, os nove melhores segundos colocados avançaram para a segunda fase, que será disputada no sistema de play-offs.

## Classificação
|  | Equipes qualificadas para a Copa do Mundo de 2022 |
|  | Equipes qualificadas para a segunda fase          |
|  | Equipes eliminadas                                |

| Pos | Equipe        | Pts | J | V | E | D | GP | GC | SG  | Classificado                              |  | BEL | WAL | CZE | EST | BLR |
| --- | ------------- | --- | - | - | - | - | -- | -- | --- | ----------------------------------------- |  | --- | --- | --- | --- | --- |
| 1   | Bélgica       | 20  | 8 | 6 | 2 | 0 | 25 | 6  | +19 | qualificadas para a Copa do Mundo de 2022 |  | —   | 3–1 | 3–0 | 3–1 | 8–0 |
| 2   | País de Gales | 15  | 8 | 4 | 3 | 1 | 14 | 9  | +5  | qualificadas para a segunda fase          |  | 1–1 | —   | 1–0 | 0–0 | 5–1 |
| 3   | Tchéquia      | 14  | 8 | 4 | 2 | 2 | 14 | 9  | +5  | qualificadas para a segunda fase          |  | 1–1 | 2–2 | —   | 2–0 | 1–0 |
| 4   | Estónia       | 4   | 8 | 1 | 1 | 6 | 9  | 21 | −12 | Eliminado                                 |  | 2–5 | 0–1 | 2–6 | —   | 2–0 |
| 5   | Bielorrússia  | 3   | 8 | 1 | 0 | 7 | 7  | 24 | −17 | Eliminado                                 |  | 0–1 | 2–3 | 0–2 | 4–2 | —   |

## Partidas
O calendário de partidas foi divulgado pela UEFA em 8 de dezembro de 2020. As partidas entre 27 de março e a partir de 31 de outubro seguem o fuso horário UTC+1 (rodadas 1–2 e 9–10). Para as partidas entre 28 de março e 30 de outubro o fuso horário seguido é o UTC+2 (rodadas 3–8).
| 24 de março de 2021 | Bélgica                                          | 3 – 1                             | País de Gales | Den Dreef, Lovaina                   |
| 20:45               | De Bruyne 22' · T. Hazard 28' · Lukaku 73' (pen) | Relatório (FIFA) Relatório (UEFA) | Wilson 10'    | Público: 0 Árbitro: TUR Cüneyt Çakır |

| 24 de março de 2021 | Estónia                  | 2 – 6                             | Tchéquia                                                   | Arena Lublin, Lublin (Polónia)                |
| 20:45               | Sappinen 12' · Anier 86' | Relatório (FIFA) Relatório (UEFA) | Schick 18' · Barák 27' · Souček 32', 43', 48' · Jankto 56' | Público: 0 Árbitro: GRE Anastasios Papapetrou |

| 27 de março de 2021 | Bielorrússia                                           | 4 – 2                             | Estónia        | Estádio Dínamo, Minsk                       |
| 18:00               | Lisakovich 45', 83' (pen) · Kendysh 64' · Savitski 81' | Relatório (FIFA) Relatório (UEFA) | Anier 31', 55' | Público: 3 611 Árbitro: IRL Robert Hennessy |

| 27 de março de 2021 | Tchéquia   | 1 – 1                             | Bélgica    | Estádio Sinobo, Praga                  |
| 20:45               | Provod 50' | Relatório (FIFA) Relatório (UEFA) | Lukaku 60' | Público: 0 Árbitro: SCO William Collum |

| 30 de março de 2021 | Bélgica                                                                                   | 8 – 0                             | Bielorrússia | Den Dreef, Lovaina                     |
| 20:45               | Batshuayi 14' · Vanaken 17', 89' · Trossard 38', 75' · Doku 42' · Praet 49' · Benteke 70' | Relatório (FIFA) Relatório (UEFA) |              | Público: 0 Árbitro: LTU Donatas Rumšas |

| 30 de março de 2021 | País de Gales | 1 – 0                             | Tchéquia | Cardiff City Stadium, Cardiff          |
| 20:45               | James 82'     | Relatório (FIFA) Relatório (UEFA) |          | Público: 0 Árbitro: ROU Ovidiu Hațegan |

| 2 de setembro de 2021 | Tchéquia  | 1 – 0                             | Bielorrússia | Městský stadion, Ostrava                    |
| 20:45                 | Barák 34' | Relatório (FIFA) Relatório (UEFA) |              | Público: 7 218 Árbitro: SRB Srđan Jovanović |

| 2 de setembro de 2021 | Estónia             | 2 – 5                             | Bélgica                                                | A. Le Coq Arena, Tallinn                               |
| 20:45                 | Käit 2' · Sorga 83' | Relatório (FIFA) Relatório (UEFA) | Vanaken 22' · Lukaku 29', 52' · Witsel 65' · Foket 76' | Público: 6 685 Árbitro: ESP Guillermo Cuadra Fernández |

| 5 de setembro de 2021 | Bielorrússia                     | 2 – 3                             | País de Gales                   | Estádio Central, Cazã (Rússia)            |
| 15:00                 | Lisakovich 29' (pen) · Sedko 30' | Relatório (FIFA) Relatório (UEFA) | Bale 5' (pen), 69' (pen), 90+3' | Público: 0 Árbitro: GEO Giorgi Kruashvili |

| 5 de setembro de 2021 | Bélgica                                      | 3 – 0                             | Tchéquia | Estádio Rei Balduíno, Bruxelas              |
| 20:45                 | Lukaku 8' · E. Hazard 41' · Saelemaekers 65' | Relatório (FIFA) Relatório (UEFA) |          | Público: 21 416 Árbitro: ENG Michael Oliver |

| 8 de setembro de 2021 | Bielorrússia | 0 – 1                             | Bélgica   | Estádio Central, Cazã (Rússia)           |
| 20:45                 |              | Relatório (FIFA) Relatório (UEFA) | Praet 33' | Público: 0 Árbitro: POL Paweł Raczkowski |

| 8 de setembro de 2021 | País de Gales | 0 – 0                             | Estónia | Cardiff City Stadium, Cardiff             |
| 20:45                 |               | Relatório (FIFA) Relatório (UEFA) |         | Público: 21 624 Árbitro: FRA Ruddy Buquet |

| 8 de outubro de 2021 | Tchéquia                    | 2 – 2                             | País de Gales          | Estádio Sinobo, Praga                      |
| 20:45                | Pešek 38' · Ward 49' (g.c.) | Relatório (FIFA) Relatório (UEFA) | Ramsey 36' · James 69' | Público: 16 856 Árbitro: GER Deniz Aytekin |

| 8 de outubro de 2021 | Estónia                  | 2 – 0                             | Bielorrússia | A. Le Coq Arena, Tallinn                      |
| 20:45                | Sorga 58' · Zenjov 90+3' | Relatório (FIFA) Relatório (UEFA) |              | Público: 3 597 Árbitro: SWE Mohammed Al-Hakim |

| 11 de outubro de 2021 | Bielorrússia | 0 – 2                             | Tchéquia                | Estádio Central, Cazã (Rússia)            |
| 20:45                 |              | Relatório (FIFA) Relatório (UEFA) | Schick 22' · Hložek 65' | Público: 0 Árbitro: FRA François Letexier |

| 11 de outubro de 2021 | Estónia | 0 – 1                             | País de Gales | A. Le Coq Arena, Tallinn                   |
| 20:45                 |         | Relatório (FIFA) Relatório (UEFA) | Moore 12'     | Público: 5 118 Árbitro: SUI Sandro Schärer |

| 13 de novembro de 2021 | Bélgica                                    | 3 – 1                             | Estónia   | Estádio Rei Balduíno, Bruxelas                |
| 20:45                  | Benteke 11' · Carrasco 53' · T. Hazard 74' | Relatório (FIFA) Relatório (UEFA) | Sorga 70' | Público: 29 865 Árbitro: TUR Halil Umut Meler |

| 13 de novembro de 2021 | País de Gales                                                           | 5 – 1                             | Bielorrússia | Cardiff City Stadium, Cardiff                 |
| 20:45                  | Ramsey 3', 50' (pen) · N. Williams 20' · B. Davies 77' · C. Roberts 89' | Relatório (FIFA) Relatório (UEFA) | Kantsavy 87' | Público: 27 152 Árbitro: ITA Maurizio Mariani |

| 16 de novembro de 2021 | Tchéquia                | 2 – 0                             | Estónia | Generali Arena, Praga                      |
| 20:45                  | Brabec 59' · Sýkora 85' | Relatório (FIFA) Relatório (UEFA) |         | Público: 10 076 Árbitro: ISR Orel Grinfeld |

| 16 de novembro de 2021 | País de Gales | 1 – 1                             | Bélgica       | Cardiff City Stadium, Cardiff                  |
| 20:45                  | Moore 32'     | Relatório (FIFA) Relatório (UEFA) | De Bruyne 12' | Público: 32 343 Árbitro: POR Artur Soares Dias |

## Artilharia
5 gols
- BEL Romelu Lukaku

3 gols
- BEL Hans Vanaken
- BLR Vitali Lisakovich
- CZE Tomáš Souček
- EST Erik Sorga
- EST Henri Anier
- WAL Aaron Ramsey
- WAL Gareth Bale

2 gols
- BEL Christian Benteke
- BEL Dennis Praet
- BEL Kevin De Bruyne
- BEL Leandro Trossard
- BEL Thorgan Hazard
- CZE Antonín Barák
- CZE Patrik Schick
- WAL Daniel James
- WAL Kieffer Moore

1 gol
- BEL Alexis Saelemaekers
- BEL Axel Witsel
- BEL Eden Hazard
- BEL Jérémy Doku
- BEL Michy Batshuayi
- BEL Thomas Foket
- BEL Yannick Carrasco
- BLR Artsyom Kantsavy
- BLR Pavel Savitski
- BLR Pavel Sedko
- BLR Yury Kendysh
- CZE Adam Hložek
- CZE Jakub Brabec
- CZE Jakub Jankto
- CZE Jakub Pešek
- CZE Jan Sýkora
- CZE Lukáš Provod
- EST Mattias Käit
- EST Rauno Sappinen
- EST Sergei Zenjov
- WAL Ben Davies
- WAL Connor Roberts
- WAL Harry Wilson
- WAL Neco Williams

Gols contra
- WAL Danny Ward (para a Chéquia)